# Dogrib
Dogrib (Pasje Rebro; Flat-Side Dogs, Tlingchadinne, Thlingchadinne, 'dog-flank people', Tlicho, Tli cho Dinne, Tłı̨chǫ, Tłįchǫ, Plats-Côtes-de-Chien) je Athapaskan pleme nastanjeno između jezera Velikog medvjeđeg jezera i Velikog ropskog jezera u Sjeverozapadnom Teritoriju u Kanadi. Jezično i kulturno Dogribi su srodni plemenima Chipewyan, Deline, Mountain, Slavey i Yellowknife. Brojčano nikada nisu bili jaki. Mooney je procjenio da ih je 1670. bilo oko 1.200, i kasnije im je populacija u padu sve do sredine 20 stoljeća, da bi 2005. iznosio 2.298. 
Kultura Dogriba pripada sub-arktičkom području. Nomadi su i lovci na karibue u područjima 'barren grounda', a prisutan je i ribolov. Nastamba Dogriba je kožni šator, no ako bi zime bile veoma oštre, gradili bi i nastambe od drveta ili od granja. Socijalna organizacija Dogriba su mnogobrojne, malene nezavisne bande, koje imaju vlastite teritorije, a i položaj žena mnogo je lošiji nego kod sjevernih plemena, na primjer Chipewyana. Glavni neprijatelji bijahu im Chipewyan, Cree, Yellofknife. Dogribi su pleme Yelloknife gotovo uništili masakriravši ih u kasnom 18. ili ranom 19. stoljeću. U svojim pustim predjelima ostali su relativno izolirani, do sredine 20. stoljeća, kada su pojačane transportne i komunikacijske veze s ostalim krajevima Kanade.
Dogribi su bili podijeljeni na 4 glavne skupine, to su: 
1. Lintchanre, sjeverno i istočno od sjevernog rukavca Velikog ropskog jezera.
2. Takfwelottine, jugoistočno od Velikog medvjeđeg jezera i na izvoru Coppermine Rivera.
3. Tsantieottine, na rijeci i jezeru La Martre.
4. Tseottine, duž južne obale Velikog medvjeđeg jezera

## Vanjske poveznice
- Dogrib  Arhivirana inačica izvorne stranice od 22. lipnja 2006. (Wayback Machine)
- Thlingchadinne Indian Tribe History
- Dene First Nations: Dogrib  Arhivirana inačica izvorne stranice od 28. prosinca 2005. (Wayback Machine)